# Métal sacrificiel
Un métal sacrificiel est un métal utilisé comme anode sacrificielle en protection cathodique, c'est-à-dire qu'il est corrodé pour éviter la corrosion, la galvanisation ou la rouille d'un autre métal que l'on souhaite protéger.

## Utilisation
Les métaux sacrificiels sont utilisés pour prévenir la rouille d'autre métaux, par exemple dans le cas des boîtes de conserve. La plupart de ces boîtes métalliques sont recouvertes par une couche de matériau plus électropositif que le métal qui les constitue (en général le fer) pour empêcher la contamination de la nourriture par les ions Fe2+.